# Attack of the Weirdos
Attack of the Weirdos — перший міні-альбом американського репера Bizarre, виданий 1998 року лейблом Federation Records. Платівка містить пісні, записані з участю Емінема, дуету Da Brigade, до складу якого входили Kuniva й Kon Artis, Fuzz Scoota та гурту Outsidaz. 
Виконавчі продюсери: Марк Кемпф, Ріко Шелтон, Даррелл Вільямс. Дистриб'ютор міні-альбому: Silent Records. У 1998 реліз отримав нагороду «Flava of the Year» від Inner City Entertainment.

## Список пісень
| #  | Назва                                            | Продюсер    | Тривалість |
| -- | ------------------------------------------------ | ----------- | ---------- |
| 1. | «Rap Guys»                                       | Hush        | 4:07       |
| 2. | «What What» (з участю Da Brigade)                | Mr. Porter  | 3:49       |
| 3. | «Trife Thieves» (з участю Eminem та Fuzz Scoota) | DJ Head     | 3:58       |
| 4. | «Down Low»                                       | Mad Chemist | 2:14       |
| 5. | «Over React»                                     | DJ Head     | 3:55       |
| 6. | «Butterfly»                                      | Jay Dee     | 3:24       |
| 7. | «Get the Dick (Raw Mix)» (з участю Outsidaz)     | DJ Head     | 6:37       |